# Середіна Антоніна Олександрівна
Антоніна Олександрівна Середіна (рос. Антонина Александровна Середина, нар. 23 грудня 1929, Ловцово, Московська область, Російська РФСР, СРСР — 2 вересня 2016, Москва, Росія) — радянська веслувальниця на байдарках, дворазова олімпійська чемпіонка 1960 року, бронзова призерка Олімпійських ігор 1968 року, дворазова чемпіонка світу.

## Життєпис
Антоніна Середіна народилася 23 грудня 1929 року в селі Ловцово, Московська область.
З дитинства займалася різними видами спорту, зокрема легкою атлетикою, велоспортом, грала в баскетбол та волейбол, але зголом зупинилася на веслуванні. Тренувалася під керівництвом Марії Фадєєвої. Пергший успіх до спортсменки прийшов у 1958 році, коли вона стала дворазовою срібною призеркою чемпіонату світу (байдарки-одиночки та байдарки-двійки у парі з Єлизаветою Дементьєвою на дистанціях 500 метрів). Найкращий рік у кар'єрі спортсменки став 1960. На своїх перших Олімпійських іграх, що проходили у Римі, вона стала дворазовою олімпійською чемпіонкою. Середіна перемогла в байдарках-одиночках, а також у парі із Марією Шубіною в байдарках-двійках на дистанції 500 метрів.
Протягом наступного олімпійського циклу їй вдалося вперше стати чемпіонкою світу (у складі байдарки-четвірки у 1963 році). На Олімпійських іграх 1964 року вона виступала лише у байдарці-двійці. Її новою партнеркою у човні стала Ніна Грузінцева, але у фінальному запливі вони посіли лише четверте місце. У 1966 році на чемпіонаті світу знову виступила у парі із Марією Шубіною, вигравши срібні медалі. Окрім цього Середіна знову стала чемпіонкою світу в байдарках-четвірках. На своїх останніх Олімпійських іграх спортсменка знову виступала лише в байдарках-двійках. Цього разу в човні їй пару склала Людмила Пінаєва. У фіналі вони поступилися лише збірним Німеччини та Угорщини, ставши бронзовими призерами.
Після завершення кар'єри почала тренерську діяльність. Середіна була старшим тренером збірної СРСР протягом наступних п'яти олімпійських циклів, до 1988 року. У 1976 році її було визнано найкразим тренером СРСР.
Померла 2 вересня 2016 року. Похована на Кунцевському кладовищі.

## Виступи на Олімпійських іграх
| Олімпіада   | Дисципліна               | Місце |
| ----------- | ------------------------ | ----- |
| Рим 1960    | байдарки-одинички, 500 м | 1     |
| Рим 1960    | байдарки-двійки, 500 м   | 1     |
| Токіо 1964  | байдарки-двійки, 500 м   | 4     |
| Мехіко 1968 | байдарки-двійки, 500 м   | 3     |